# حوض الشجرة
حوض الشجرة في البستنة يعني التربة المحيطة بالطرف الأسفل لجذع الشجرة، خاصة عندما تكون الشجرة في الطرقات، فيحيط بها الأسفلت أو البلاط. ويُسمى غطاء الشبكة الذي قد يوضع فوقه «جسر الجذور».

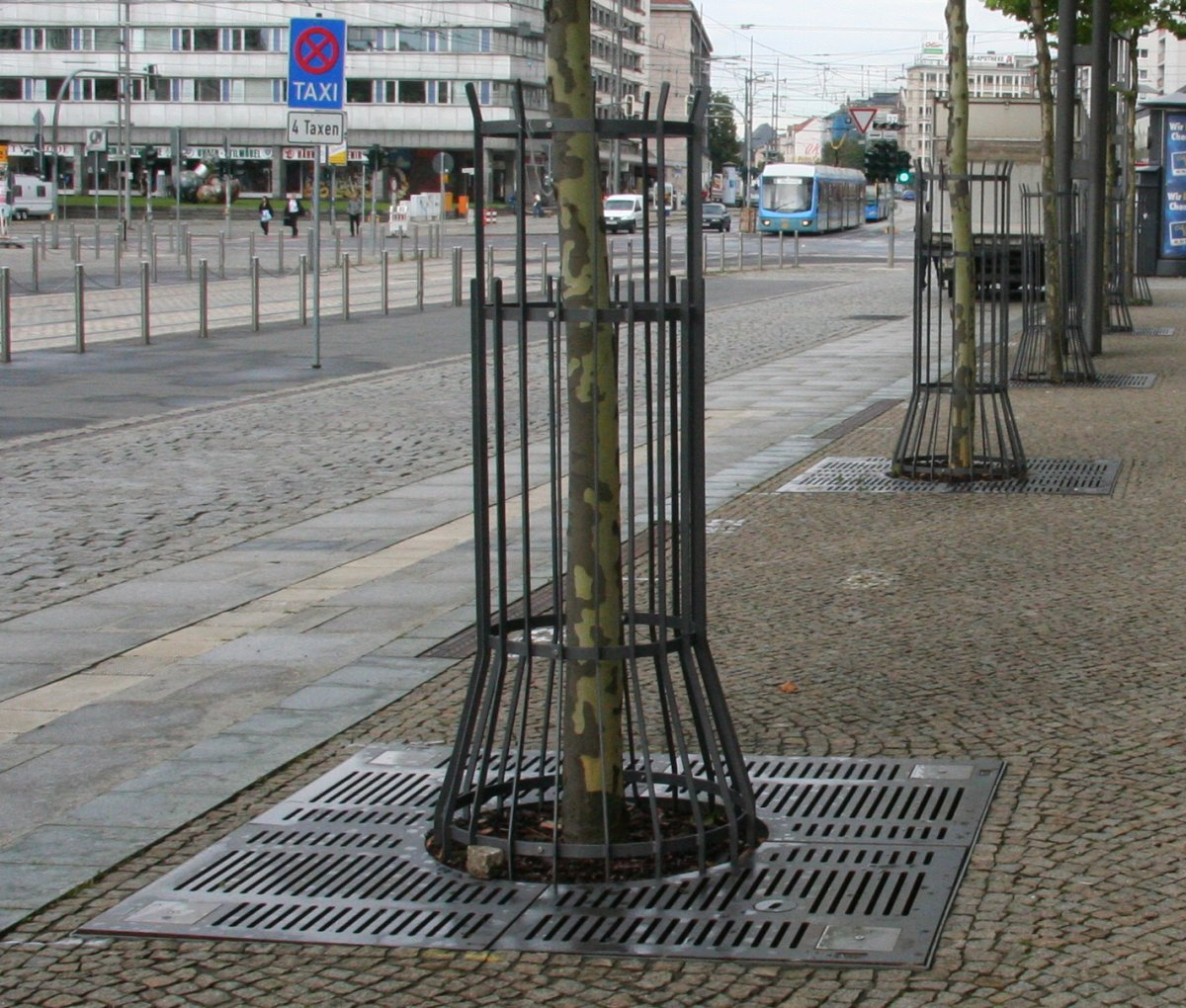
غطاء شبكي لشجرة قابلة للقيادة مع شبكة حماية للجذع

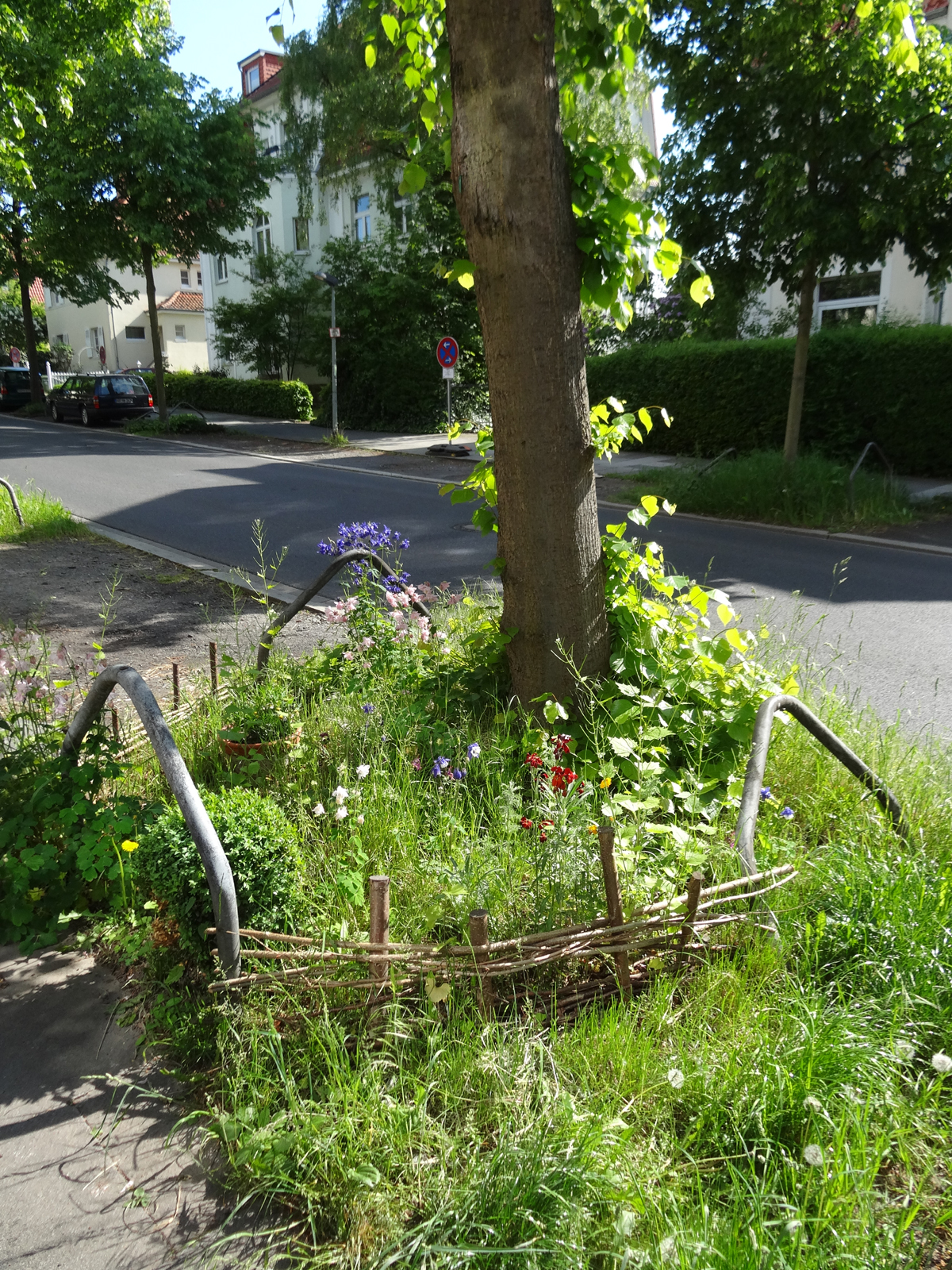
حوض شجرة محمي